# Louis Babel
Louis-François Babel (Veyrier, Suíça, 23 de junho de 1826 – Mashteuiatsh, Quebec, Canadá, 1 de março de 1912) foi um padre, missionário católico, mas também linguista, geógrafo e explorador suíço. Ele passou a maior parte de sua vida no Canadá.
Sua primeira missão foi como missionário entre os Montagnais (Innu) na região de Saguenay, no Baixo Canadá. Ele se mudou de Grande-Baie para Les Escoumins, onde começou a trabalhar com o padre Charles Arnaud. Ele e Arnaud ficariam juntos por quase 60 anos.
Olhando para sua longa carreira, Babel é lembrado por sua dedicação e auto-sacrifício como missionário. Ele tinha uma profunda preocupação com o bem-estar dos nativos e com as tarefas difíceis que lhe eram atribuídas. Tanto o padre Babel quanto o padre Arnaud eram grandes observadores de seu ambiente e das tribos indígenas que serviam. Enquanto o Padre Arnaud participou de sua missão ao longo da costa norte, o Padre Babel conduziu muitas expedições missionárias ao interior do Planalto Labrador. Uma observação enquanto estava no Lago Winokapau em 1866, ele observou em seus diários uma grande demonstração de minerais. Mais uma vez em uma missão posterior à área do rio Menihek mais descrição sobre a demonstração de abundância de minério de ferro. Muitas dessas notações foram usadas pelas Terras da Coroa de Quebec para compilar mapas básicos e, em 1892, um geólogo chamado Albert Peter Low, que trabalhava para o Serviço Geológico do Canadá, revelou pela primeira vez os vastos depósitos de minério de ferro e os desenvolvimentos, pela Iron Ore Company do Canadá de Schefferville e Labrador City.

## Biografia
Nascido em Veyrier, no cantão de Genebra, Joseph Babel frequenta a faculdade em Freiburg e em seguida, entrou no noviciado de Notre-Dame-de-l'Osier 4 de maio de 1847. Ele fez esta sua profissão perpétua no ano seguinte, e então começou os estudos teológicos em Marselha e Maryvale, perto de Birmingham na Inglaterra. Ele chegou em Bytown (Canadá) em 12 de fevereiro de 1851, onde foi ordenado sacerdote em 27 de julho de 1851 por Joseph-Bruno Guigues, Bispo de Ottawa.
A seu pedido, ele foi designado para as missões dos Montagnais, um povo aborígine do leste da península de Quebec-Labrador. Ele ministrou em Grande Baie, Saguenay, e, em seguida, transferido para Les Escoumins (Quebec), onde conheceu Padre Charles Arnaud, que foi seu companheiro de missão por quase sessenta anos. Com talento para línguas e uma saúde robusta, Babel viajou dois mil e quinhentos quilômetros por ano para atender brancos e indígenas, à boca do Saguenay. Depois de uma estadia de quatro anos em Maniwaki, na região de Outaouais, durante o qual ele aprende o Algonquin, ele voltou para Betsiamites em 1866, onde viveu até 1911.
Ele escreveu um dicionário francês-Montagnais, ainda em forma de manuscrito, bem como notas para escrever uma gramática Montagnais. Ele deixou Betsiamites e o North Shore pela última vez em 1911. Morreu na aldeia Montagnais de Anse-Bleue em Lac Saint-Jean, em 1 de março de 1912.

## Homenagens
Um monumento foi dedicado a ele em 1970 em Schefferville e seu nome foi dado a um município que cobre o território da cidade de Port-Cartier.
A Reserva Ecológica Louis-Babel na Ilha René-Levasseur e o Monte Babel comemoram sua memória, enquanto o Monte Veyrier, o pico mais alto das montanhas Groulx, foi nomeado de acordo com seu local de nascimento.
Menos conhecido em seu país de origem, ele permaneceu ligado às suas raízes. Em 1850, escreveu: "Embora longe de Veyrier, ainda sou de Veyrier e [...] ainda minha aldeia e seus habitantes estarão presentes em minha memória".